# Charles Kamathi
Charles Kamathi (Nyeri, 18 de maio de 1978) é um fundista queniano, campeão mundial dos 10 000 metros. Conquistou a medalha de ouro no Campeonato Mundial de Atletismo de 2001 em Edmonton, Canadá.